# Angel Night〜天使のいる場所〜
「Angel Night〜天使のいる場所〜」（エンジェル・ナイト てんしのいるばしょ）は、1988年4月21日に発売されたPSY・Sの7枚目シングル。

## 概要
表題曲は、読売テレビ・サンライズ製作のアニメ『シティーハンター2』第1話 - 第26話のオープニングテーマとして、カップリング曲「EARTH〜木の上の方舟〜」は同作挿入歌として使用された。

## 収録曲
| 全作詞: 松尾由紀夫、全作曲・編曲: 松浦雅也。 |                                   |            |            |
| #                                            | タイトル                          | 作詞       | 作曲・編曲 |
| 1.                                           | 「Angel Night〜天使のいる場所〜」 | 松尾由紀夫 | 松浦雅也   |
| 2.                                           | 「EARTH〜木の上の方舟〜」         | 松尾由紀夫 | 松浦雅也   |

## カバー
Angel Night〜天使のいる場所〜
- 今井麻美 - 2010年発売のアルバム『THE IDOLM@STER STATION!!! SECOND TRAVEL 〜Seaside Date〜』に収録。
- 中川翔子 - 2010年発売のアルバム『しょこたん☆かばー3 〜アニソンは人類をつなぐ〜』収録。
- 後藤邑子 - 2010年発売のアルバム『ごとそん』に収録。
- ハクア（早見沙織） - 2011年発売のアルバム『「神のみぞ知るセカイ」キャラクター・カバーALBUM 〜選曲:若木民喜〜』に収録。
- 鹿野優以 - 2014年発売のアルバム『アニソン神曲プラス』（Trefle）に収録。
- CHiCO - 2023年発売の配信シングル。